# Olímpia
Olímpia est une municipalité brésilienne de l'État de São Paulo et la Microrégion de São José do Rio Preto. Elle occupe une superficie de 802 555 km², dont 20,3 km² en périmètre urbain, et sa population a été enregistrée à 55 075 habitants lors du Censo de 2022. La municipalité est formée par le siège et les districts de Baguaçu et Ribeiro dos Santos.
Connue comme station touristique et l'une des principales destinations touristiques du Brésil, le tourisme est le secteur le plus important de l'économie de la ville, reconnu au niveau national et international pour ses eaux thermales et ses parcs aquatiques tels que Thermas dos Laranjais et Hot Beach, qui attirent , chaque année, des millions de touristes, ce qui garantit à la ville le titre d'"Orlando brésilien".

## Religion
Le christianisme est présent dans la ville comme suit:

### Église Catholique
L'église catholique de la commune fait partie du Diocèse de Barretos.

### Église Protestante
Les croyances évangéliques les plus diverses sont présentes dans la ville, principalement pentecôtistes, notamment les Assemblées de Dieu brésiliennes (la plus grande église évangélique du pays),, Congrégation Chrétienne au Brésil, entre autres. Ces dénominations se développent de plus en plus dans tout le Brésil.

## Partenariat international
La municipalité à signé un mémorandum d'entente avec : 
- Tiko  ( Cameroun) en 2022[7].